# Paolo Battistuzzi
Paolo Battistuzzi (Alessandria, 25 agosto 1941 – Roma, 18 novembre 1998) è stato un politico italiano.
Iniziò la carriera politica con l'elezione a consigliere comunale e provinciale a Udine nel 1964 e fu segretario nazionale della "Gioventù Liberale Italiana", organizzazione giovanile del Partito Liberale Italiano.
Trasferitosi a Roma alla fine degli anni '60 iniziò a lavorare in RAI dove rivestì anche il ruolo di consigliere d'amministrazione.
Fu eletto deputato nel 1983 con il Partito Liberale Italiano nel collegio elettorale di Roma, Viterbo, Latina, Frosinone, e fu riconfermato nel 1987 e nel 1992. Già vice segretario del Partito Liberale sotto la segreteria di Giovanni Malagodi, fu poi presidente del gruppo parlamentare liberale tra il 1987 e il 1993, quando fu tra i fondatori del progetto politico "Verso Alleanza Democratica". È stato membro dell'Unione Europea Occidentale.
Nel 1989 fu inoltre eletto nel consiglio comunale di Roma e nominato assessore alla cultura. Nel 1993 fu tra i sostenitori di Francesco Rutelli nella sua candidatura a sindaco di Roma, che risultò successivamente vincente.
Alle elezioni politiche del 1994 rifiutò la candidatura tra i Progressisti, decidendo di tornare a lavorare in RAI, e, fino alla sua improvvisa morte, rivestì il ruolo di segretario generale del Prix Italia.
Da ricordare anche la sua attività come intellettuale, prima come fondatore e direttore del giornale L'Opinione e poi come autore di saggi politici e libri. Tra questi nel 1990 il libro autobiografico "Di lauri e di limoni".
È scomparso improvvisamente nel 1998 all'età di 57 anni a seguito di un ictus.
Il suo testamento politico è stato raccolto dal movimento "Sinistra Liberale".